# Rolf Martin Zinkernagel
Rolf Martin Zinkernagel (* 6. leden 1944, Riehen) je švýcarský biolog a imunolog, profesor Univerzity v Curychu. Roku 1996 dostal společně s Australanem Peterem Dohertym Nobelovu cenu za fyziologii nebo lékařství, a to „za objev specifické buňkami zprostředkované obrany imunitního systému“.
Zinkernagel vystudoval medicínu v Basileji, doktorát získal roku 1975 na Australské národní univerzitě v Canbeře. Společně s Dohertym studovali zákonitosti imunitní obrany proti virovým infekcím, a to na několika kmenech myší. Podařilo se jim zjistit, že bílé krvinky jednoho kmene myší rozeznávají a zabíjejí virem infikované buňky jiného kmene myší pouze tehdy, jestliže oba kmeny jsou nositeli stejného transplantačního antigenu. Z toho odvodili nová řešení řady základních imunologických problémů.